# Timsah Arena
De Timsah Arena, sponsornaam Bursa Büyükşehir Belediye Stadyumu, is een voetbalstadion in de Turkse stad Bursa. Het heeft een capaciteit van 43.761 toeschouwers en wordt door voetbalclub Bursaspor gebruikt voor haar thuiswedstrijden.
De naam Timsah Arena is Turks voor krokodilstadion, vanwege de vorm van een krokodil van het stadion. Het stadion was onderdeel van het Turkse bid voor het organiseren van het Europees kampioenschap voetbal 2024, wat echter aan Duitsland werd toegewezen.

## Interlands
| 1 | 28 maart 2023 | Turkije – Kroatië | 0 – 2 | EK 2024 kwalificatie | 37.750 |